# LPS (słoweński zespół)
LPS, pełna nazwa Last Pizza Slice – słoweński zespół założony w 2018 w miejscowości Celje. Grupa gra mieszankę muzyki soulowej, funkowej, popowej i jazzowej. Reprezentanci Słowenii w 66. Konkursie Piosenki Eurowizji (2022).

## Historia
Zespół został założony w 2018 w sali muzycznej szkoły Grammar School Celje-Center, do której uczęszczali członkowie zespołu. W grudniu 2019 muzycy wystąpili na imprezie szkolnej Centrovizija, na której otrzymali nagrodę jurorów. W 2020 zakwalifikowali się do udziału w ósmym sezonie konkursu dla młodych zespołów szkolnych Špil liga. 22 czerwca 2022 wystąpili w finale konkursu, trzy dni wcześniej wydali EP-kę pt. Live from Šiška, na której umieścili nagrania na żywo pięciu oryginalnych piosenek z ich półfinałowego występu w Špil liga.
W 2021 wzięli udział w programie EMA Freš, konkursie przeznaczonym do wybrania nowych i młodych artystów do stawki eliminacjach do słoweńskich eliminacji do 66. Konkursu Piosenki Eurowizji. W finale preeliminacji zakwalifikowali się do EMA poprzez głosowanie jury, zajmując 2. miejsce w głosowaniu jury oraz 4. miejsce w głosowaniu telewidzów. 19 lutego zwyciężyli w finale EMA, dzięki czemu zostali reprezentantami Słowenii w 66. Konkursie Piosenki Eurowizji (2022) w Turynie. 10 maja wystąpili w pierwszym półfinale konkursu, jednak nie zakwalifikowali się do finału.

## Członkowie
Poniżej przedstawiono wszystkich członków zespołu oraz ich instrumenty:
- Filip Vidušin – wokal
- Gašper Hlupič – perkusja
- Mark Semeja – gitara elektryczna
- Zala Velenšek – bas, sakshorn tenorowy, saksofon altowy
- Žiga Žvižej – keyboard

## Dyskografia

### EP
- Live from Šiška (2021)

### Single

#### Jako główni artyści
| Rok                                                      | Tytuł                | Najwyższa pozycja na liście | Album |
| Rok                                                      | Tytuł                | LTU                         | Album |
| -------------------------------------------------------- | -------------------- | --------------------------- | ----- |
| 2022                                                     | „Silence in My Head” | –                           | –     |
| 2022                                                     | „Disko”              | 35                          | –     |
| 2023                                                     | „Osem korakov”       | –                           | –     |
| „–” oznacza, że singel nie był notowany na danej liście. |                      |                             |       |